# بيث ألين
بيث ألين (بالإنجليزية: Beth Allen)‏ هي لاعبة غولف أمريكية، ولدت في 6 ديسمبر 1981 في أوجي في الولايات المتحدة.

## وصلات خارجية
- بيث ألين على موقع رابطة لاعبات الغولف المحترفات (الإنجليزية)
- بيث ألين على موقع رابطة أوروبا للاعبات الغولف المحترفات (الإنجليزية)

- الموقع الرسمي